# Petäjäsaari (ö i Finland, Norra Karelen, Joensuu, lat 62,75, long 30,12)
Petäjäsaari är en ö i Finland. Den ligger i sjön Alusvesi och i kommunen Joensuu i den ekonomiska regionen  Joensuu ekonomiska region  och landskapet Norra Karelen, i den sydöstra delen av landet, 400 km nordost om huvudstaden Helsingfors. Öns area är 1,1 hektar och dess största längd är 160 meter i nord-sydlig riktning.